# Kistelek
Kistelek é uma cidade da Hungria, situada no condado de Csongrád-Csanád. Tem 69,19 km² de área e sua população em 2019 foi estimada em 6.917 habitantes.